# طوطی‌نوک گندمگون
طوطی‌نوک گندمگون (نام علمی: Paradoxornis fulvifrons) نام یک گونه از تیره چرخ‌ریسک‌نمایان است.